# Bandikui
Bandikui là một thành phố và khu đô thị của quận Dausa thuộc bang Rajasthan, Ấn Độ.

## Địa lý
Bandikui có vị trí 27°03′B 76°34′Đ / 27,05°B 76,57°Đ Nó có độ cao trung bình là 280 mét (918 feet).

## Nhân khẩu
Theo điều tra dân số năm 2001 của Ấn Độ, Bandikui có dân số 16.292 người. Phái nam chiếm 53% tổng số dân và phái nữ chiếm 47%. Bandikui có tỷ lệ 73% biết đọc biết viết, cao hơn tỷ lệ trung bình toàn quốc là 59,5%: tỷ lệ cho phái nam là 83%, và tỷ lệ cho phái nữ là 63%. Tại Bandikui, 13% dân số nhỏ hơn 6 tuổi.